# Tammin
Tammin is een plaats in de regio Wheatbelt in West-Australië.

## Geschiedenis
De oorspronkelijke bewoners van de streek waren de Balardong Nyungah Aborigines.
Ontdekkingsreiziger Charles Cooke Hunt verkende de streek en kampeerde op 12 juli 1864 aan de Tammin-bron. In 1865 keerde hij terug met een ploeg arbeiders en groef er een waterput. De waterput maakte deel uit van een reeks bronnen en waterputten langs de route naar Southern Cross en de goudvelden.
John Packham was in 1893 de eerste kolonist die zich in de streek vestigde. Op 1 juli 1894 werd het eerste deel van de Eastern Goldfields Railway geopend. Het traject liep van Northam tot Southern Cross en lag in het verlengde van de Eastern Railway. Tammin was een van de oorspronkelijke stopplaatsen op de lijn. De streek ontwikkelde als landbouwdistrict. Tammin werd officieel gesticht in 1899 en vernoemd naar de Tammin Rock. Hunt vermeldde de rots onder die naam in 1864. Tammin is afgeleid van het aborigineswoord tammar dat volgens sommige bronnen staat voor "Irmawallaby" en volgens andere bronnen "grootvader" of "grootmoeder" betekent.
C.Y. O'Connor's pijpleiding om de goudvelden van water te voorzien bereikte Tammin in 1902. In 1908 werd een bank gebouwd in Tammin en in 1911 kreeg het een gemeenschapszaal. Tegen de jaren 1920 leefden er een 2.000-tal mensen in Tammin. In 1932 plaatste Wheat Pool of Western Australia er twee graanliften. Op 18 juni 1948 werd de Tammin Road Board gesticht. In 1961 werd deze vervangen door de LGA Shire of Tammin.
In 1960 werden de eerste betonnen graansilo's van West-Australië in Tammin gebouwd. De Tammin Landcare Group werd opgericht in 1985 om de bodemdegradatie tegen te gaan.

## Beschrijving
Tammin is de hoofdplaats en het administratieve en dienstencentrum van het lokale bestuursgebied Shire of Tammin. Het is een opslag- en verzamelpunt voor de productie van de graantelers uit de streek die aangesloten zijn bij de Co-operative Bulk Handling Group.
In 2021 telde Tammin 129 inwoners, tegenover 168 in 2006.

## Toerisme
- Yorkrakine Rock is een 341 meter hoge granieten rots nabij Yorkrakine.
- Charles Gardner Reserve is een natuurreservaat. In de winter en de lente groeien er veel wilde bloemen.
- Hunt's Well kan nog men nog bekijken.
- Het Tammin Hydrology Model toont hoe de bodemdegradatie werkt die de Wheatbelt bedreigt. De installatie maakt deel uit van de Wheatbelt Science Trail.[3]
- De Golden Pipeline Heritage Trail is een 650 kilometer lange toeristische autoroute die O'Connors pijpleiding volgt en doet Tammin aan.[11]

## Transport
Tammin ligt langs de Great Eastern Highway en de Eastern Goldfields Railway, 184 kilometer ten oosten van Perth, 194 kilometer ten westen van Southern Cross en 468 kilometer ten noorden van Albany. Transwa's MerredinLink- en Prospector-treindiensten houden halt in Tammin.

## Klimaat
Tammin kent een koud steppeklimaat, BSk volgens klimaatclassificatie van Köppen. De gemiddelde temperatuur bedraagt er 17,8 °C. De jaarlijkse gemiddelde neerslag bedraagt 329 mm.

## Galerij

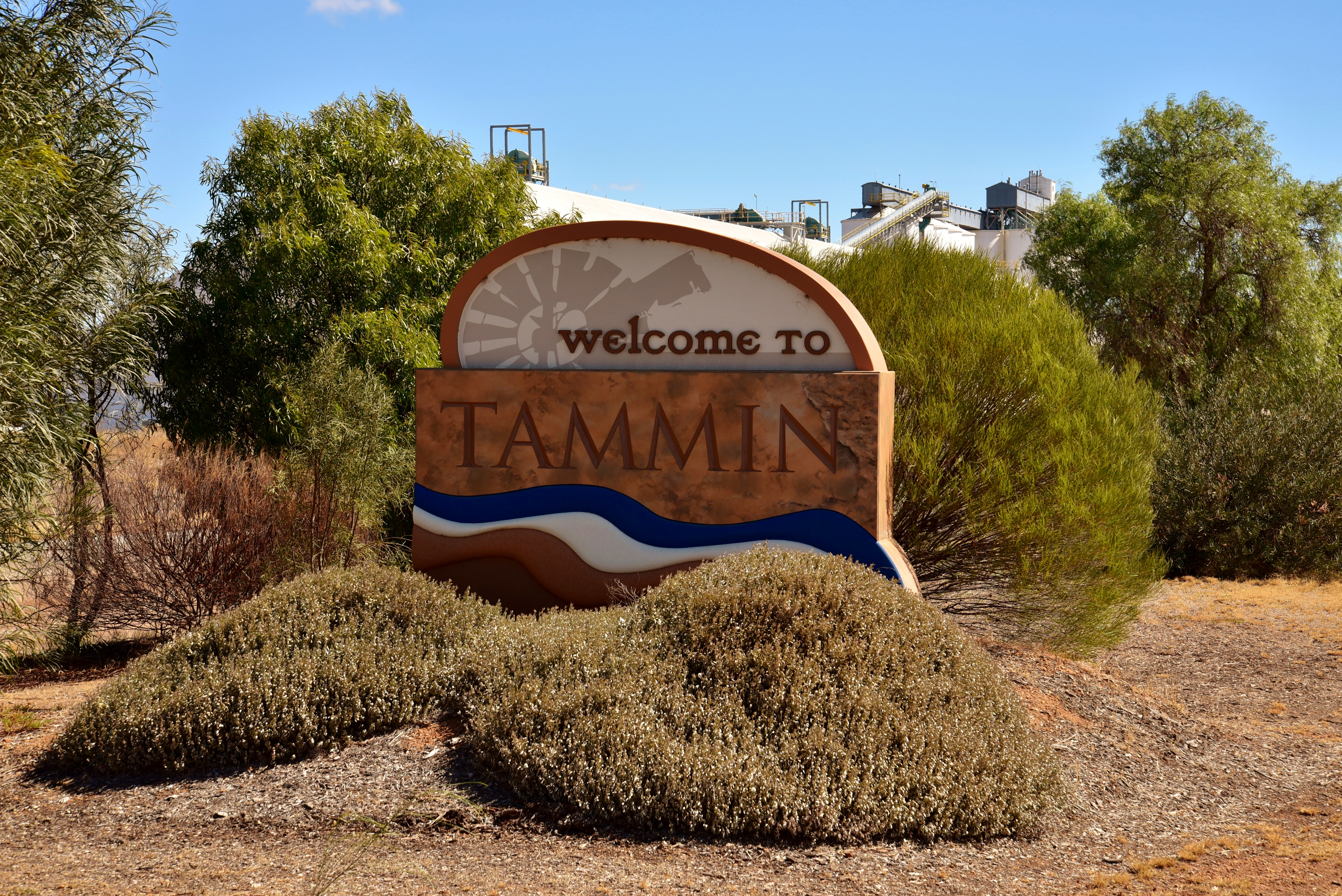
welkomsbord
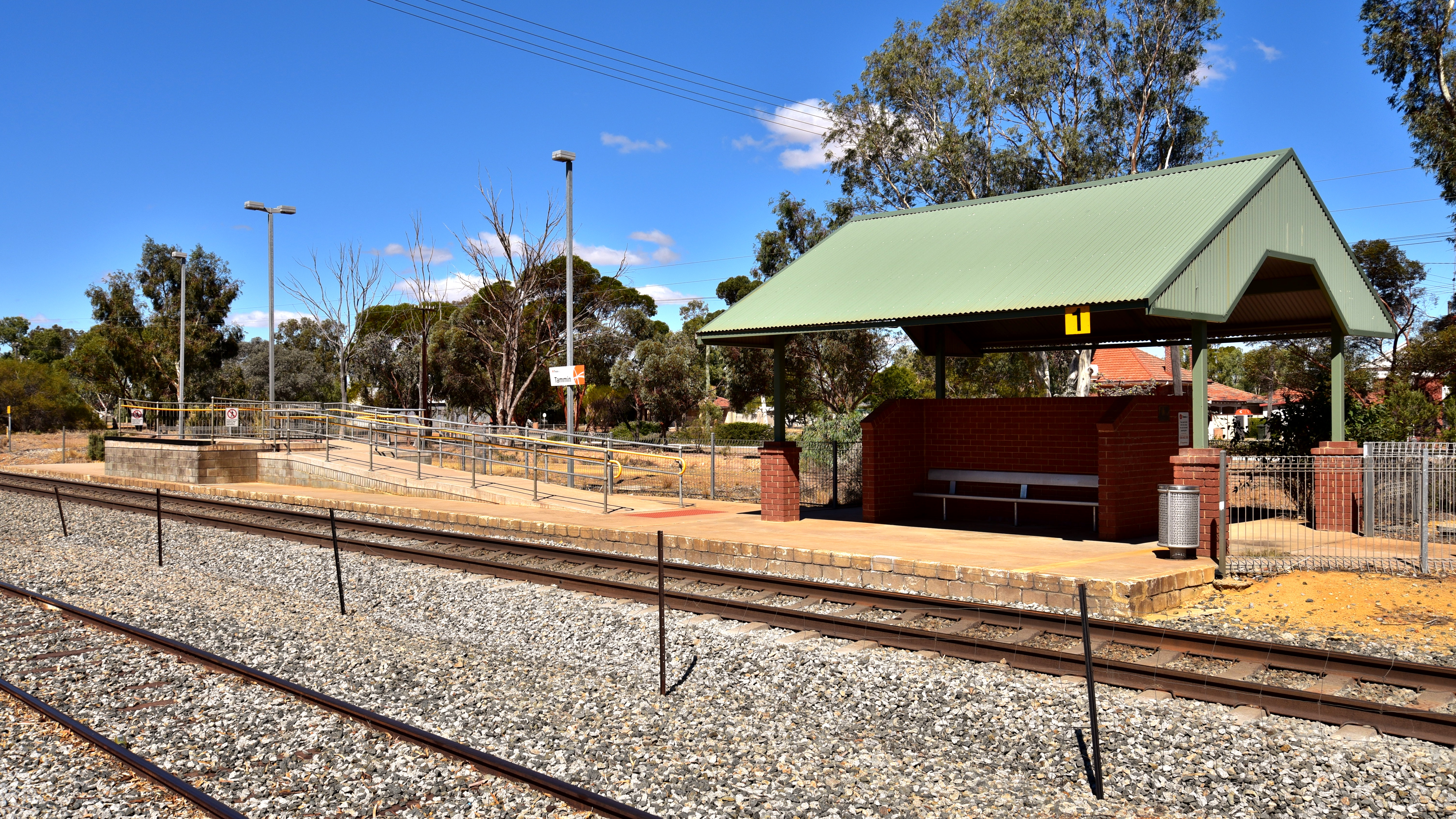
spoorweghalte
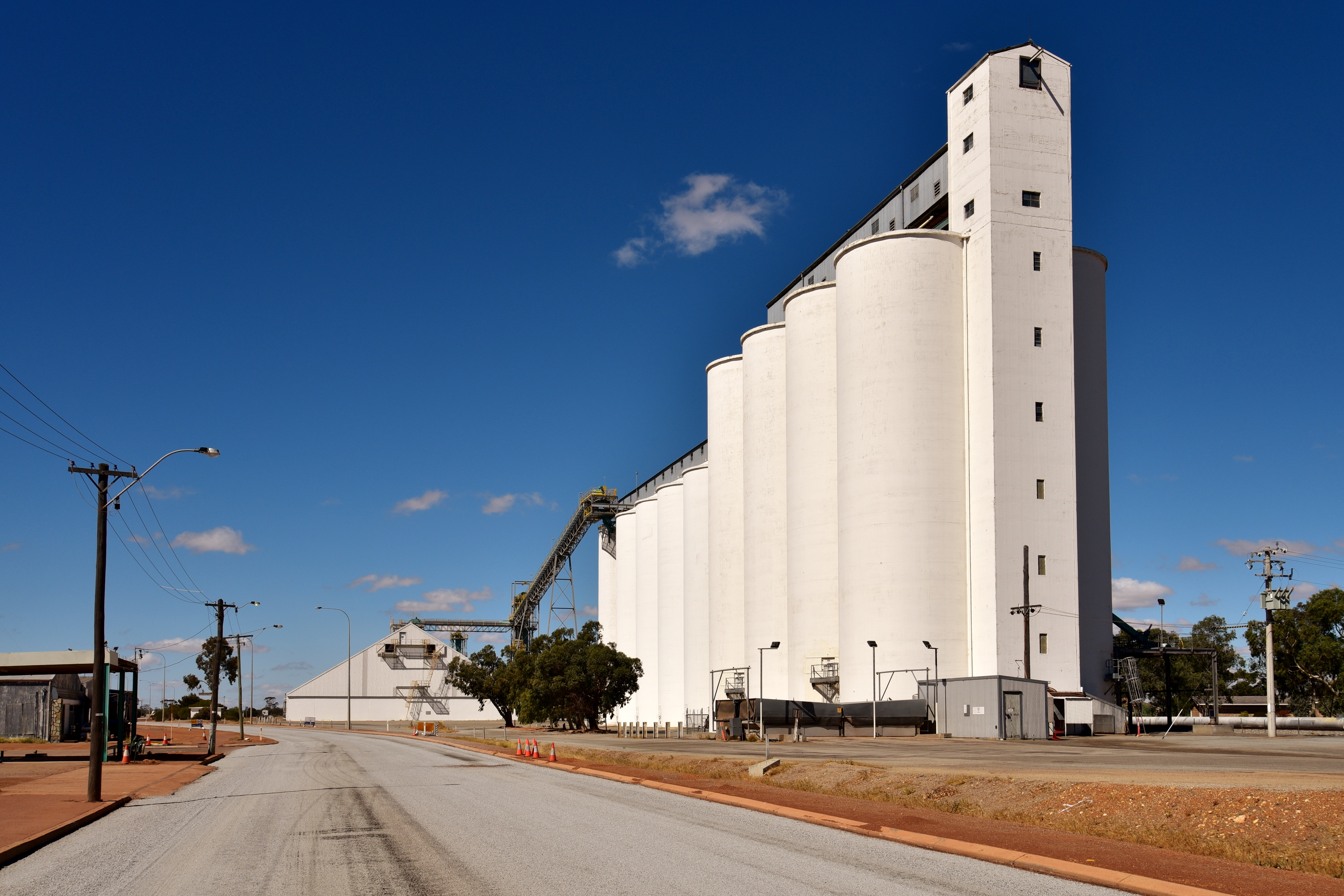
CBH Group graanopslag
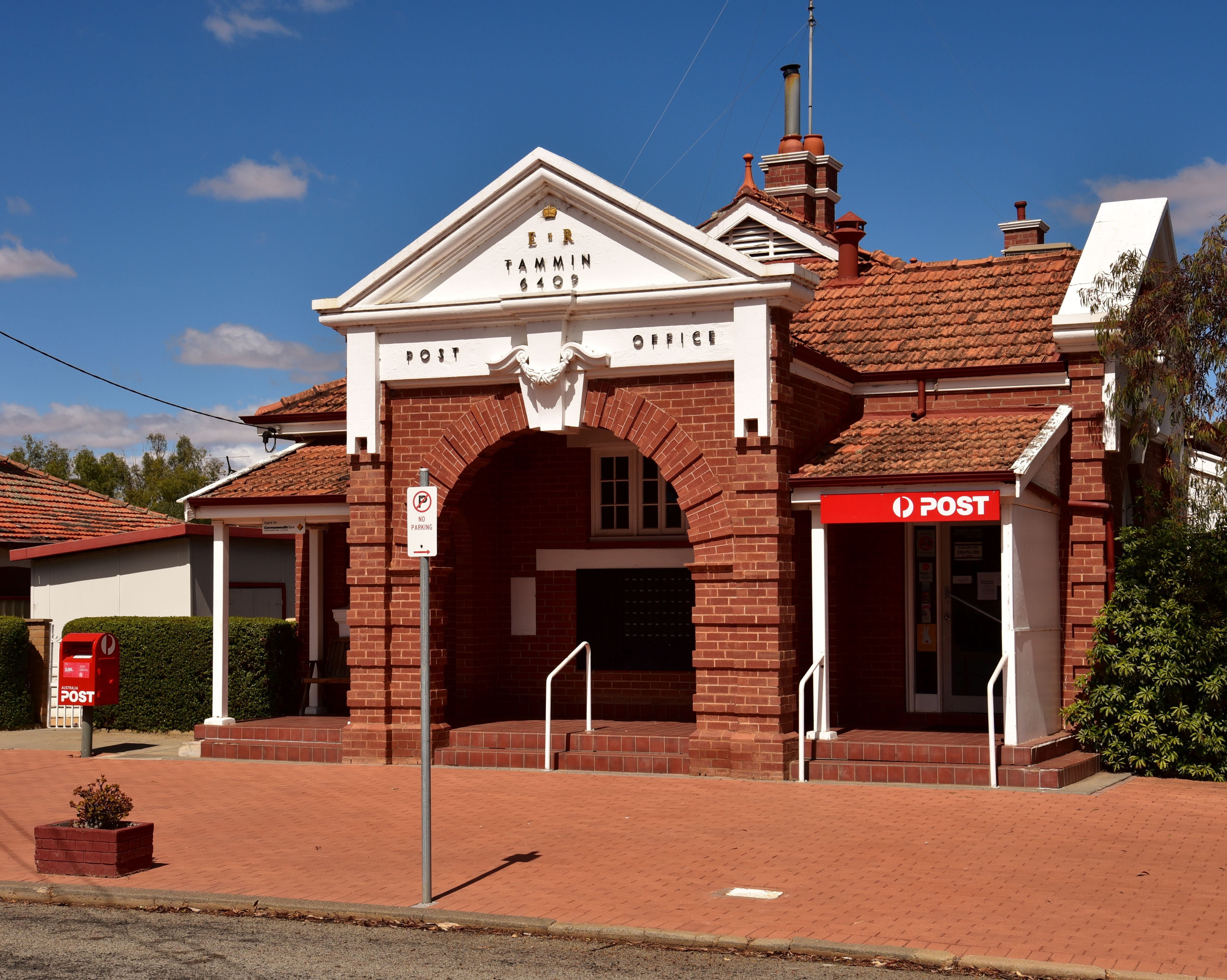
postkantoor
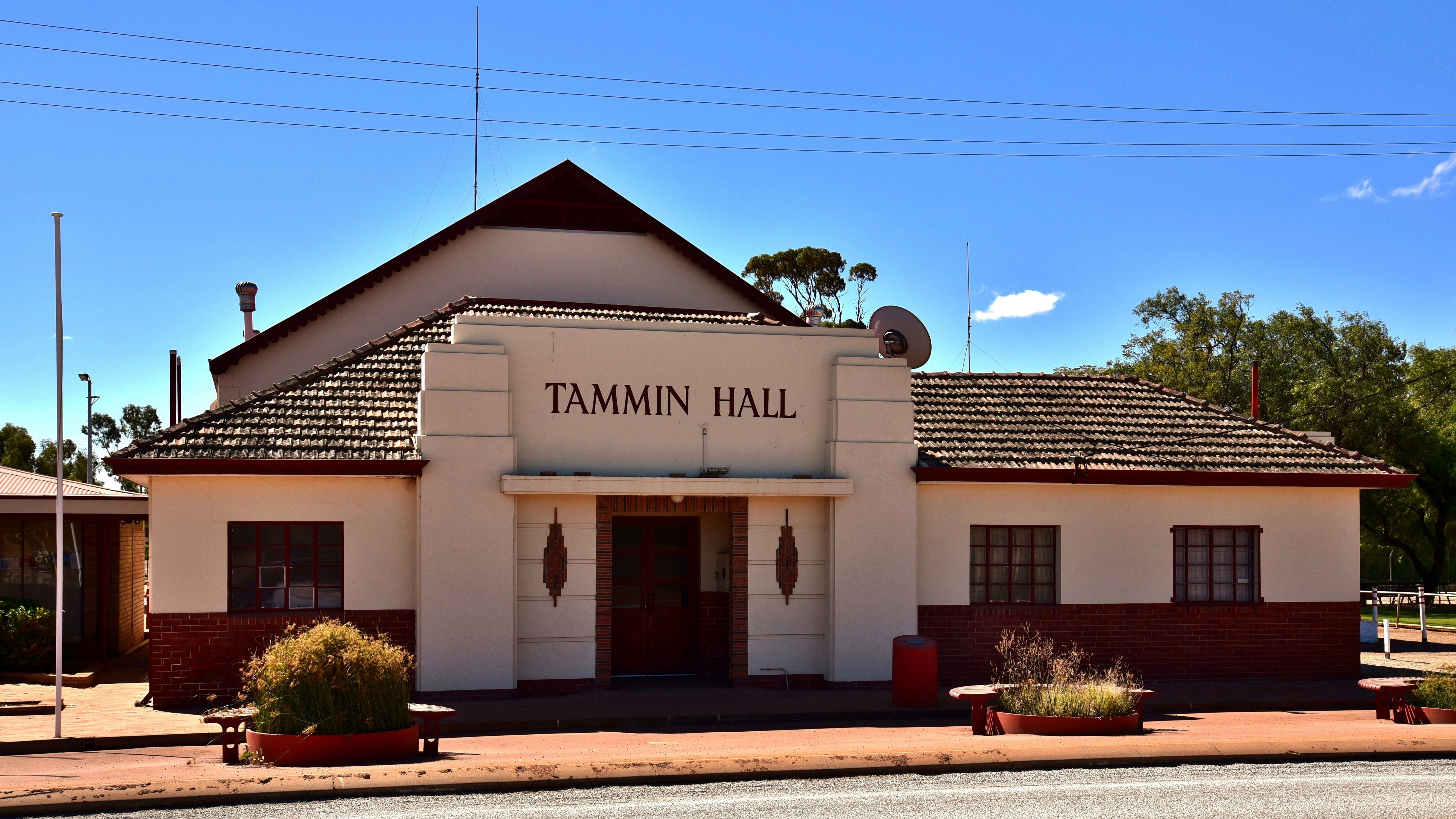
gemeenschapszaal